# Landkreis Sächsische Schweiz
Der Landkreis Sächsische Schweiz war vom 1. August 1994 bis zum 31. Juli 2008 ein Landkreis in Sachsen. Im Zuge der Kreisreform Sachsen 2008 wurde er mit dem westlich benachbarten Weißeritzkreis zum Landkreis Sächsische Schweiz-Osterzgebirge fusioniert, wobei Pirna zum gemeinsamen Kreissitz wurde.

## Geografie
Der Landkreis Sächsische Schweiz lag südöstlich der Landeshauptstadt Dresden. Angrenzende Gebiete waren der tschechische Ústecký kraj im Osten und Süden, der Weißeritzkreis im Westen, Dresden im Nordwesten und im Norden die Landkreise Kamenz und Bautzen. Das Kerngebiet des Kreises beinhaltete die Sächsische Schweiz, im Nordosten aber auch die Ausläufer des Lausitzer Berglands und im Westen die Vorläufer des Erzgebirges. Mitten durch den Kreis floss die Elbe. Die niedrigste Stelle des Kreises befand sich am Elbufer an der Grenze zu Dresden mit 109 m, die höchste Stelle war die Oelsener Höhe mit 644 m bei Oelsen im Südwesten des Kreises im Osterzgebirge.

## Wirtschaft
Früher gab es im Elbtal um Heidenau und Pirna viel Industrie, zum Beispiel Zellstoffwerke und Reifenindustrie. Diese Betriebe verschwanden, die Flächen wurden saniert und in Kleingewerbegebiete gewandelt. Bei Königstein betrieb die SDAG Wismut Uranbergbau. Dieser wurde ebenfalls aufgegeben und die entsprechenden Bergwerke wurden saniert.
Zuletzt war der Tourismus ein wichtiger Wirtschaftszweig mit mehreren Kurorten, in Sebnitz gab es eine Kunstblumenfertigung sowie einen Modelleisenbahnhersteller.

## Politik
Die Region geriet vor allem 2004 durch die überdurchschnittlich hohen Ergebnisse (bis zu 26 %) der rechtsextremen NPD bei den sächsischen Kommunal- und Landtagswahlen negativ in die Schlagzeilen. Die Skinhead-Kameradschaft „Skinheads Sächsische Schweiz“ (SSS) wurde 1997 im Landkreis gegründet. Ihre Stärke wurde im Jahr 2000 auf 100 Mitglieder geschätzt. Aufgrund ihres gewalttätigen Charakters wurde sie im April 2001 durch den sächsischen Innenminister verboten. Die Neonazis blieben jedoch nach wie vor sehr aktiv in der Region. Allein zwischen 2002 und 2004 gab es 930 rechtsextreme Übergriffe, vor allem gegenüber linken Jugendlichen und Ausländern, und etwa 600 Anzeigen bei den Behörden.

## Verkehr
Durch den Landkreis verliefen wesentliche internationale Verkehrswege von transeuropäischer Bedeutung (Paneuropäischer Verkehrskorridor Nr. IV), die zur Achse Skandinavien–Berlin–Dresden–Prag–Wien/Bratislava–Adria/Ägäis/Schwarzes Meer gehören.

### Straßennetz
Zwischen Dohna und der deutsch-tschechischen Grenze bei Börnersdorf-Breitenau berührte die Bundesautobahn 17 den Westen des Landkreises. Seit Dezember 2006 war die A 17 vollständig fertiggestellt. Im Norden tangierte die Bundesstraße 6 den Kreis, entlang der Elbe verlief die Bundesstraße 172. Weitere wichtige Straßen waren die Bundesstraße 172a und die Staatsstraße 177.
Straßengrenzübergänge nach Tschechien befanden sich in Bahratal nach Petrovice, Schmilka bei Bad Schandau nach Hřensko und in Sebnitz nach Dolní Poustevna. Weiterhin gab es eine Anzahl grenzüberschreitender Wanderwege und eine grenzüberschreitende Fähre von Schöna nach Hřensko.

### Schienennetz
Entlang der Elbe verlief die international bedeutsame Bahnstrecke Dresden–Děčín, die Teil der Hauptstrecke von Dresden nach Prag ist, sowie deren Nebenstrecken Sebnitztalbahn und Müglitztalbahn. Beide Strecken zeichnen sich durch enge Kurven, Anstiege, Tunnel und Viadukte aus. Eine weitere Nebenbahn war die Bahnstrecke Kamenz–Pirna. Der Bahnhof Bad Schandau war als Grenzbahnhof Haltepunkt internationaler Züge.

### Luftverkehr
Nächster internationaler Flughafen war der Flughafen Dresden. Ein Segelflugareal befand sich in Pirna-Pratzschwitz.

## Geschichte
Der Kreis entstand bei der sächsischen Kreisreform am 1. August 1994 aus den Kreisen Sebnitz und Pirna und ähnelte damit dem Flächenzuschnitt der alten Amtshauptmannschaft Pirna (bis 1952).
Bei einer Jahrhundertflut im Sommer 2002 wurden viele Städte und Gemeinden schwer getroffen, zuerst von den Nebenflüssen der Elbe, anschließend vom Hochwasser der Elbe.

## Wappen
Blasonierung:
Auf grünem Feld ein weißes (heraldisch: silbernes) von links oben nach rechts unten (heraldisch: von oben rechts nach unten links) verlaufendes Wellenband.
- Weißes Wellenband: Symbol für die landschaftliche Dominante des Kreises, die Elbe. Die Elbe hat wie kein zweites Landschaftselement die Region in ihrem Aufbau, in ihrer Geschichte sowie der wirtschaftlichen und kulturellen Entwicklung beeinflusst. Die Elbe war geographische Leitlinie für Völker- und Kulturströme, sie war Ausgangspunkt für Besiedlung und Verkehr in unserem Gebiet und bildete die Grundlage für viele bodenständige Gewerbe. Die Elbe ist aber auch ihrerseits ein Symbol für die vielfältigen Verbindungen des Landkreises nach außen.
- Grüne Fläche: Damit soll der hohe Anteil des Waldes und seine Bedeutung für die Entwicklung des Gebietes zum Ausdruck gebracht werden; ferner der hohe Erholungswert der Landschaft sowie die Tatsache, dass zirka 62 % des Kreisterritoriums Landschaftsschutzgebiet darstellen.
- Grüne Fläche beiderseits des Wellenbandes: Hinweis auf die beiden Kreise Pirna und Sebnitz, aus denen sich der neue Kreis zusammensetzt. Farbkombination Weiß/Grün: Hinweis auf die sächsischen Landesfarben.[2]

## Städte und Gemeinden
(Einwohnerzahlen vom 31. Dezember 2006)
| Städte 1. Bad Gottleuba-Berggießhübel (5.990) 2. Bad Schandau (2.999) 3. Dohna (6.119) 4. Heidenau (16.695) 5. Hohnstein (3.671) 6. Königstein (Sächsische Schweiz) (2.822) 7. Liebstadt (1.371) 8. Neustadt in Sachsen (14.679) 9. Pirna, Große Kreisstadt (39.751) 10. Sebnitz, Große Kreisstadt (8.920) 11. Stadt Wehlen (1.724) 12. Stolpen (6.021) | Gemeinden 1. Bahretal (2.376) 2. Dohma (2.103) 3. Dürrröhrsdorf-Dittersbach (4.609) 4. Gohrisch (2.210) 5. Lohmen (3.274) 6. Müglitztal (2.205) [Sitz: Weesenstein] 7. Porschdorf (1.286) 8. Rathen, Kurort (410) 9. Rathmannsdorf (1.087) 10. Reinhardtsdorf-Schöna (1.603) 11. Rosenthal-Bielatal (1.714) 12. Struppen (2.689) |

Verwaltungsgemeinschaften
- Verwaltungsgemeinschaft Bad Gottleuba-Berggießhübel mit den Mitgliedsgemeinden Bad Gottleuba-Berggießhübel, Bahretal und Liebstadt
- Verwaltungsgemeinschaft Bad Schandau mit den Mitgliedsgemeinden Bad Schandau, Porschdorf, Rathmannsdorf und Reinhardtsdorf-Schöna
- Verwaltungsgemeinschaft Dohna-Müglitztal mit den Mitgliedsgemeinden Dohna (VG-Sitz) und Müglitztal
- Verwaltungsgemeinschaft Königstein/Sächs. Schw. mit den Mitgliedsgemeinden Gohrisch, Königstein (Sächsische Schweiz), Rathen, Rosenthal-Bielatal und Struppen
- Verwaltungsgemeinschaft Lohmen/Stadt Wehlen mit den Mitgliedsgemeinden Lohmen (VG-Sitz) und Stadt Wehlen
- Verwaltungsgemeinschaft Pirna mit den Mitgliedsgemeinden Dohma und Pirna
- Verwaltungsgemeinschaft Sebnitz mit den Mitgliedsgemeinden Sebnitz (VG-Sitz) und Kirnitzschtal

## Tourismus
Zu den Sehenswürdigkeiten zählte der Nationalpark Sächsische Schweiz mit Bergen, Burgen und vielen Erholungsmöglichkeiten.
Weitere Ausflugsziele waren der Barockgarten und -schloss Großsedlitz, die Burg Stolpen, der Saurierpark in Sebnitz, Schloss Kuckuckstein in Liebstadt, Schloss Weesenstein und weitere.

## Kfz-Kennzeichen
Am 1. August 1994 wurde dem Landkreis das seit dem 1. Januar 1991 für den Landkreis Pirna gültige Unterscheidungszeichen PIR zugewiesen. Es wird im Landkreis Sächsische Schweiz-Osterzgebirge durchgängig bis heute ausgegeben.